# Open Barranquilla 2011
L'Open Barranquilla 2011, noto anche come Seguros Bolívar Open Barranquilla per motivi di sponsorizzazione, è stato un torneo professionistico di tennis maschile giocato sul cemento. È stata la 1ª edizione del torneo e faceva parte dell'ATP Challenger Tour nell'ambito dell'ATP Challenger Tour 2011. Si è giocato a Barranquilla in Colombia dal 28 marzo al 3 aprile 2011.

## Partecipanti

### Teste di serie
| Nazionalità | Giocatore          | Ranking* | Testa di serie |
| ----------- | ------------------ | -------- | -------------- |
| Russia      | Tejmuraz Gabašvili | 77       | 1              |
| Argentina   | Horacio Zeballos   | 88       | 2              |
| Argentina   | Brian Dabul        | 107      | 3              |
| Colombia    | Alejandro Falla    | 108      | 4              |
| Argentina   | Eduardo Schwank    | 121      | 5              |
| Francia     | Éric Prodon        | 129      | 6              |
| Italia      | Paolo Lorenzi      | 154      | 7              |
| Argentina   | Diego Junqueira    | 155      | 8              |

- Ranking al 21 marzo 2011.

### Altri partecipanti
Giocatori che hanno ricevuto una wild card:
- Manuel Barros
- Sander Brendmoe
- Javier Martí
- Rogério Dutra da Silva

Giocatori che sono passati dalle qualificazioni:
- Wayne Odesnik
- Marco Trungelliti
- Dennis Zivkovic
- Martín Vassallo Argüello

## Campioni

### Singolare
Facundo Bagnis ha battuto in finale  Diego Junqueira con il punteggio di 1–6, 7–6(4), 6–0

### Doppio
Flavio Cipolla /  Paolo Lorenzi hanno battuto in finale  Alejandro Falla /  Eduardo Struvay con il punteggio di 6–3, 6–4